# Kopce (Mazovie)
Pour les articles homonymes, voir Kopce.
Kopce (prononciation : [ˈkɔpt͡sɛ]) est un village polonais de la gmina de Huszlew dans le powiat de Łosice de la voïvodie de Mazovie dans le centre-est de la Pologne.
Il se situe à environ 6 kilomètres à l'ouest de Huszlew (siège de la gmina), 12 kilomètres au sud de Łosice (siège du powiat) et à 121 kilomètres à l'est de Varsovie (capitale de la Pologne).
Le village possède une population de 148 habitants en 2010.

## Histoire
De 1975 à 1998, le village appartenait administrativement à la voïvodie de Biała Podlaska.